# Elektrochemische gradiënt
Een elektrochemische gradiënt ontstaat wanneer het elektrische potentiaal en het chemische potentiaal in de ruimte variëren. Het elektrische potentiaal is het gevolg van een scheiding van ladingen. Het chemische potentiaal manifesteert zich wanneer er een scheiding van stoffen in het mengsel plaatsvindt, waardoor er een concentratiegradiënt ontstaat. Wanneer beide potentialen worden opgeteld krijgt men het elektrochemische potentiaal. Zoals wel vaker voorkomt, streeft een systeem naar een minimale potentiële energie of potentiaal. Teneinde dit te realiseren zal er een gradiënt ontstaan, namelijk de elektrochemische gradiënt.

## Chemie
- In de chemie is het elektrochemische potentiaal van groot belang. Vooral wanneer het over redoxreacties gaat. De toepassing hiervan vindt men terug in batterijen of galvanische cellen. Aan de hand van het standaard elektronische potentiaal, is het mogelijk om de maximale spanning, die een cel kan leveren, te berekenen.
- Een tweede toepassing wordt gevonden in de pH-elektrode, waarin het evenwicht tussen een chemische en een elektrische gradiënt tot een pH-afhankelijke meetbare grootheid leidt.